# Trigramma di Cristo tra due santi
Il Trigramma di Cristo tra i santi Antonio da Padova e Bernardino è un affresco staccato (base 238 cm) di Andrea Mantegna, datato 1452 e proveniente dalla lunetta del portale centrale della basilica del Santo a Padova, oggi conservato nel Museo Antoniano.

## Storia
La firma sull'affresco (ANDREAS MANTEGNA OPTIMO FAVENTE NVMINE PERFECIT MCCCCLII XI KAL. SEXTIL.) testimonia il completamento dell'opera il 21 luglio 1452, dopo il secondo viaggio a Ferrara e prima della seconda fase degli affreschi della Cappella Ovetari  nella chiesa degli Eremitani. 

## Descrizione e stile
La lunetta raffigura al centro il cristogramma JHS (anche se, nel caso di specie, la iota greca è traslitterata con la lettera Y) dentro un sole a sua volta racchiuso in un medaglione circolare sulla cui cornice si trova l'iscrizione in lettere capitali romane INNOMINE IESV OMNE GENVFLECTATVR CELESTIVM TERRESTRIVM ET INFERNORVM ("In nome di Gesù tutti si inghinocchino, [creature] celesti, terrene e degli Inferi").
Ai lati sono raffigurati due santi legati all'ordine francescano: il titolare della basilica sant'Antonio da Padova a sinistra (riconoscibile dal giglio) e san Bernardino da Siena a destra, canonizzato appena due anni prima e il cui messaggio religioso e politico veniva in quegli anni fortemente promosso dai francescani in tutta la penisola. Essi reggono la ghirlanda che incornicia il monogramma e stanno con una gamba inginocchiata sul bordo e l'altra nascosta. La loro posa è scorciata dal basso e sembra uscire dalla rappresentazione pittorica, proiettandosi verso lo spettatore, un espediente qui inaugurato, che poco dopo improntò le ultime storie del ciclo di affreschi della cappella Ovetari agli Eremitani.